# Каталін Богей
Каталін Анна Марія Богей (20 серпня 1956, Секешфегервар, Угорщина) — угорський дипломат і посол. Вона була постійним представником Угорщини при ООН в Нью-Йорку (2015—2020), а пізніше стала президентом Міжнародної асоціації постійних представників при ООН (IAPR). Раніше вона була головою 36-ї Генеральної конференції ЮНЕСКО з 2011 по 2013 рік.

## Життєпис
Народилася 20 серпня 1956 року в місті Секешфегервар, Угорщина. Отримала ступінь магістра економіки в Університеті Корвіна в Будапешті та здобула ступінь магістра мистецтв у галузі міжнародних комунікацій у Вестмінстерському університеті, Велика Британія, за стипендією в 1993 році.
До переходу на дипломатичну службу працювала на угорському телебаченні. Богай була ведучою вечірніх новин, заснувала один із перших телевізійних форматів, що займалися міжрелігійним діалогом, організовувала концерти, гала-концерти. Вона брала інтерв'ю у політичних і культурних діячів з усього світу для новин і свого популярного шоу Katalin Bogyay and Guests.
У 1990 році стала першою угорською телеведучою, яка отримала стипендію з вивчення демократичних медіа на BBC. У наступному 1991 році вона працювала на стипендію в ORF. У 1990-х вона жила в Лондоні і працювала незалежним кореспондентом і режисером-документалістом.
У 1998 і 1999 роках відповідала за міжнародну комунікацію Всесвітньої наукової конференції ЮНЕСКО 1999 року в Будапешті. Вона є членом Керівного комітету Всесвітнього наукового форуму (WSF), організованого Угорською академією наук як продовження Всесвітньої наукової конференції раз на два роки. Богай запропонувала, щоб форум збирався кожні 4 роки (2013 р. у Бразилії, 2017 р. в Йорданії, 2021 р. у Південній Африці) за межами Угорщини. Наступного року вона відкрила Угорський культурний центр у Лондоні як директор-засновник, яким керувала до 2006 року. Для вступу Угорщини до Європейського Союзу в 2004 році Богай задумала, керувала і продюсувала 17-місячний фестиваль Magyar Magic, в якому взяли участь понад 2000 угорських та британських артистів, які виступили на більш ніж 500 подіях у 13 містах.
З 2006 по 2009 рік була державним секретарем Угорщини з міжнародних справ у сфері освіти та культури. З 2009 по 2014 рік вона була постійним представником Угорщини при ЮНЕСКО в Парижі, а з 2011 по 2013 рік була головою Генеральної конференції ЮНЕСКО.
Каталін Богай, призначена постійним представником Угорщини при ООН, вручила вірчі грамоти Генеральному секретарю ООН Пан Гі Муну 20 січня 2015 року. Вона є активним прихильником розширення прав і можливостей жінок. Вона заснувала Коло постійних представників жінок в Організації Об'єднаних Націй і є співорганізатором щорічного Міжнародного дня жінок і дівчат у науці з 2017 року. Богай є членом Ініціативи ґендерних чемпіонів, групи друзів гендерної рівності та членом керівного комітету програми наставництва «Жінки в розвитку лідерства».
Вона є членом Королівського товариства мистецтв у Великій Британії та Всесвітньої академії мистецтв і наук у США. Вона також є міжнародним радником Інституту глобальних та європейських досліджень Університету Корвіна та Інституту культурної дипломатії в Берліні, а також президентом програми культурної дипломатії та мистецтв.